# Sexo, amor y otras perversiones
Sexo, amor y otras perversiones es una película mexicana de 2006 constituida por ocho cortometrajes dirigidos por diferentes directores del panorama mexicano.

## Cortometrajes
Según guion de: Carolina Rivera ("La llamada", "Dos meses de renta" y "El auto"), Enrique Rentería ("Por amor"), Fernando Zamora ("María en el elevador"), Diana Benítez ("Recompensa"), Ernesto Murguía ("Max Viagra") y Carlos Sariñana ("A una mujer decente").
Los cortometrajes fueron dirigidos por los siguientes directores:
- Gerardo Tort (segmento "La llamada")
- Gustavo Loza (segmento "Por amor")
- Carolina Rivera (segmento "Dos meses de renta")
- Carlos Carrera (segmento "María en el elevador")
- Javier Patrón "Fox" (segmento "El auto")
- Ángel Flores Torres (segmento "Recompensa")
- Daniel Gruener (segmento "Max Viagra")
- Carlos Sariñana (segmento "A una mujer decente")

## Argumento
Siguiendo el lema: "¿Cuál es tu perversión?" se tejen ocho historias, que van desde la confusión de una mujer que se despierta en un apartamento desconocido al encuentro de dos "amantes del subterráneo". Desde los coqueteos cálidos de dos mujeres en el lavabo hasta una chica cautiva en un elevador. Otras historias parecen entrelazadas: una profesora a la cual su estudiante le declara su amor; la decepción de un adolescente que se junta con su mejor amiga de la secundaria; la aventura de dos actores de cine porno que encuentran el amor, y el patético plan de un hombre que sólo desea ser bueno con su madre...

## Reparto
- Arcelia Ramírez como Mercedes ("La Llamada").
- Tiaré Scanda como voz ("La llamada").
- Giovanna Zacarías como Gabriela ("María en el elevador").
- Claudia Ramírez como mujer rubia ("La llamada").
- Alberto Reyes como Beto ("Recompensa").
- Flor Payán como Celestial Blow Job ("Max Viagra").
- Ana Serradilla como Mirtha ("Por amor").
- Carlos Torres Torrija como Lucio ("Por amor").
- Juan Ángel Esparza como Carlos ("María en el elevador").
- Fernando Becerril como Rodrigo ("María en el elevador").
- Fernando Carrillo como Rodrigo ("Dos meses de renta") y Novio ("A una mujer decente").
- Álvaro Guerrero como Gildardo ("A una mujer decente").
- Jorge Zárate como Director ("Max Viagra").
- René Campero como Fotógrafo ("Max Viagra").
- Armando Hernández como Esteban ("El auto").
- Luis Alberto López como Max Viagra ("Max Viagra").
- Giovanni Florido como Joel ("Recompensa").
- Patricia Llaca como Elena ("Dos meses de renta").
- Tara Parra como Madre ("A una mujer decente").
- Carmen Beáto como Mercedes ("El auto").
- Martha Higareda como María ("María en el elevador").
- Maya Zapata como Mariela ("Recompensa").
- Nuria Kaiser como Cristina ("Dos meses de renta").
- Flor Edwarda Gurrola como Hermana ("Recompensa").
- Paty Muñoz como Morena Fogosa ("Max Viagra").
- Abel Membrillo como Operador de sonido ("Max Viagra").
- Tomás Goros como Monster Balls ("Max Viagra").